# Аретуса (Мигдонија)
Аретуса (грч. Αρέθουσα) је био древни град у Мигдонији, у Македонији, на западној обали ријеке Рихи, која одводи воде језера Волви до Орфанског залива.
Овај град је био колонија Јонаца. Основали су га Халкиђани са Еубеје. 
Према предању, овдје је сахрањен велики пјесник Еурипид, а краљ Македоније Архелај подигао му је велико спомен-обиљежје.
Током хеленистичког периода колонисти из овога града основали су Аретусу у Сирији а становници ове — Аретусу у Арабији.

## Локација и налази
Према досадашњим археолошким истраживањима, древна Аретуса у Мигдонији, налази се на подручју села Рентине (Рентински теснац или, како га још називају, Македонски  Темпи), 10 км јужно од савремене Аретусе. Два километра источно од данашње Аретусе, у близини подручја које мјештани зову Палиокастро, недавно су откривени темељи храма из VI вијека прије Христа. У кругу од три километра пронађени су многи археолошки налази, новчићи из класичног периода као и из  византијског доба. Почетком византијске епохе, због честих нејезди и пустошења, мјештани древне Аретусe преселили су се на безбједније подручје — у подножје планина Кердилион.

## Историја
Древну Аретусу основали су Беотијци или Халкиђани на улазу у долину у близини данашње Рентине. Ту област спомиње Тукидид када је војсковођа Спартанаца, Брасида, марширао према Амфиполису. Подручје је било богато квалитетним дрветом за бродоградњу, као и са рудом злата и сребра. Перикле је, на наговор Демостена, послао 2.000 досељеника како би Атина имала приступ богатствима ове области. Древна Аретуса помиње се међу савезничким градовима Атине који су плаћали порез у касу савеза.
Аристотел спомиње (Политика 3.8.13) да је краљ Архелај угостио трагичког пјесника Еурипида у македонској престоници — Пели. Пошто су његови пси растргли Еурипида, Архелај га је са највећим почастима сахранио у Аретуси. Док је тијело песника заувијек почивало у Аретуси, у Пели и Атини подигнут је Еурипидов кенотаф.
У близини  Аретусе, Аристотел је основао своју познату школу. Њему је касније Олимпија повјерила Александрово васпитање, даље од опасности палате у Пели.